# 西嶋一欽
西嶋 一欽（にしじま かずよし、1978年 - ）とは日本の建設系防災工学者。

## 概要
東京大学工学部建築学科卒業。東京大学大学院新領域創成科学研究科環境学専攻修士課程修了。東京大学大学院新領域創成科学研究科環境学専攻博士後期課程退学、スイス連邦工科大学チューリヒ校博士後期課程修了。
気候変動への社会基盤の適応策、災害発生時の意思決定最適化、既存建築物の維持管理を中心に研究を行う。企業との共同研究では台風による保険金支払額予測のモデルを開発してきた。2013年9月より京都大学防災研究所でこれまでの研究とともに、変化していく環境の中で持続可能な社会を実現に資する研究を行っている。2018年国際風工学会IAWE Junior Award 2018を受賞。